# Ambo (Etiopia)
Ambo (znane też jako Hagere Hyjuet) jest ośrodkiem uzdrowiskowym w środkowej Etiopii, położonym w Mirab Shewa Zone w Oromii, 100 km na zachód od Addis Abeby, o współrzędnych geograficznych 8°59′N 37°51′E/8,983333 37,850000 na wysokości 2101 metrów n.p.m.
W 2005 roku Ambo miało 49.421 mieszkańców, z czego 24.671 stanowili mężczyźni, a 24.750 kobiety.
Ambo znane jest z wody mineralnej, która jest butelkowana w okolicach miasta i uchodzi za najpopularniejszą markę w Etiopii. Pobliskimi atrakcjami są góra Uenczi Terara na południu wraz z pobliskim jeziorem wulkanicznym.